# Lokale Blase

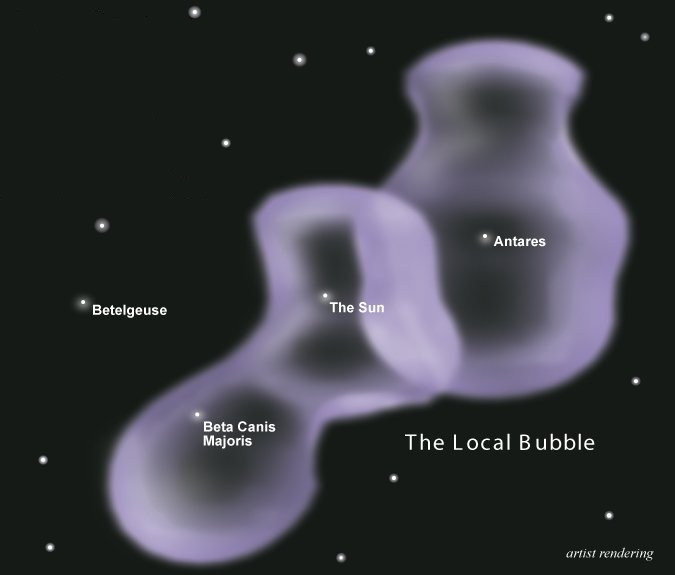
Lokale Blase

Lokale Blase (Maßstab 25 Lj.)

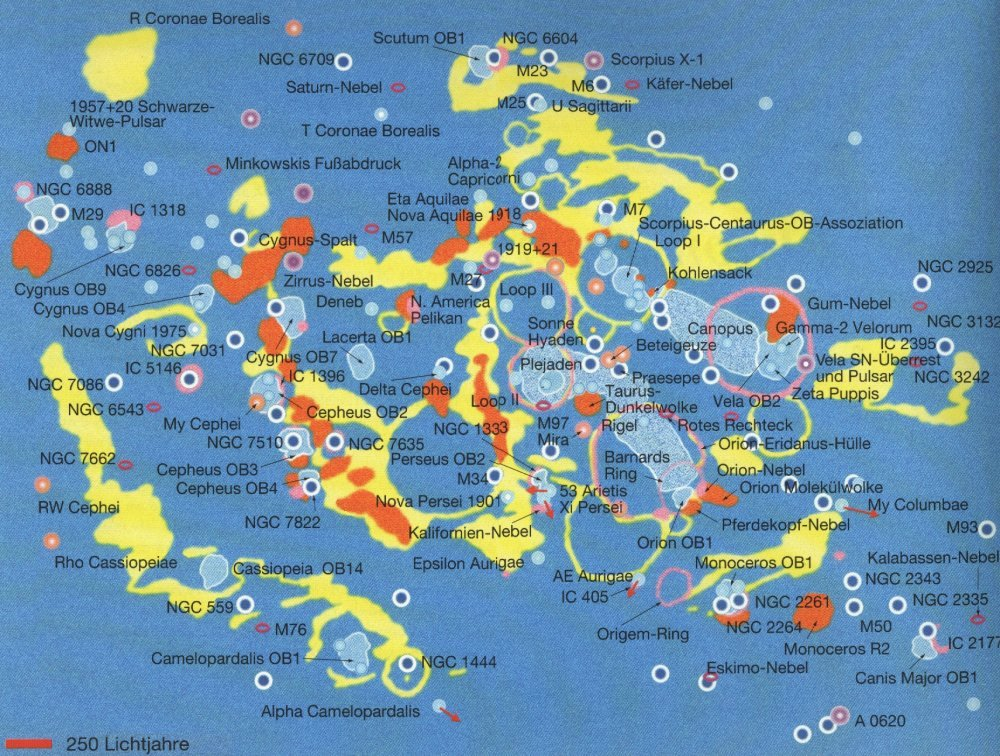
Angrenzende Regionen (Maßstab 250 Lj.)

Die Lokale Blase (englisch Local Bubble), gelegentlich auch Lokales Volumen genannt, ist ein weitgehend staubfreies Raumgebiet in der interstellaren Umgebung der Sonne. Die interstellare Materie in diesem Gebiet besteht zum einen aus neutralem Wasserstoff mit einer Dichte von 0,05 bis 0,07 Atomen pro Kubikzentimeter (50–70 Atome pro Liter), zum anderen aus einem sehr dünnen und heißen Plasma mit einer Dichte von 0,001 bis 0,005 Atomen pro Kubikzentimeter und einer Temperatur von 1,4 Millionen Kelvin. Dieses Plasma ist verantwortlich für den größten Teil der Röntgenhintergrundstrahlung.

## Entstehung
Die Lokale Blase ist eine Superblase. Es wird vermutet, dass die Lokale Blase vor ein paar Hunderttausend bis ein paar Millionen Jahren durch eine oder mehrere Supernovae gebildet wurde – als ein Kandidat hierfür wird Geminga angesehen, ein Neutronenstern im Sternbild Zwillinge (in der Zeichnung hat Geminga eine Rektaszension von 4h, tatsächlich liegt er bei 6h33).
Andere Theorien gehen von etwa 20 Supernovae vor 10 bis 20 Millionen Jahren aus.

## Struktur und Umgebung
Die Lokale Blase hat die Form einer Sanduhr – sie hat in der galaktischen Ebene einen Durchmesser von mindestens 300 Lichtjahren und weitet sich mit zunehmendem Abstand auf. Einige Untersuchungen legen zudem die Vermutung nahe, dass die Lokale Blase senkrecht zur galaktischen Ebene keine Begrenzung hat, sondern offen ist.
In Richtung des Sonnenapex, der Bewegungsrichtung der Sonne, grenzt die Lokale Blase in etwa 50 bis 130 Lichtjahren Entfernung an die Loop-I-Superblase, die durch Supernovae in der Scorpius-Centaurus-Assoziation gebildet wurde. Zwischen der Sonne und dieser Grenzregion liegt der Local-Fluff-Komplex, bestehend aus einer Reihe schalenförmig angeordneter Cloudlets, der durch die Kollision der beiden Blasen entstanden ist.
Die Angaben über die Form der Lokalen Blase sind jedoch mit einer großen Unsicherheit behaftet, da die Ergebnisse der aus Untersuchungen von Absorptionslinien abgeleiteten Form nicht mit der aus Durchmusterung im UV-Bereich erhaltenen übereinstimmt. Deshalb startete die NASA am 12. Januar 2003 die CHIPSat-Mission, deren Hauptaufgabe die Erforschung der Lokalen Blase war. Wegen unerwartet fehlender UV-Strahlung konnte dieses Ziel jedoch nicht erreicht werden.
Innerhalb der Lokalen Blase hält sich die Sonne in einer Region auf, die man Lokale Flocke nennt. Diese weist eine größere Dichte an interstellarer Materie auf als die sie umgebende Blase.